# Józef Dwernicki
Józef Dwernicki, en français Joseph Dwernicki, né le 19 mars 1779 à Varsovie et mort  le 22 septembre 1857 à Łopatyn (actuelle Ukraine), est un général polonais qui a joué un rôle important durant l'insurrection de 1830-1831 contre la domination russe sur le royaume de Pologne, puis au sein de la Grande Émigration en France, où il a épousé la fille du peintre Jean Broc.

## Biographie

### Origines familiales et formation
Il est issu d'une famille noble (armoiries Sas), possédant les domaines de Balin et de Zawal en Podolie. Ses parents lui donnent une éducation patriotique et le jeune Joseph entre dans une école militaire en 1791. Il la quitte en 1795 après la dissolution de l'armée polonaise, à la suite du troisième partage de la Pologne, dont le territoire est désormais entièrement partagé entre la Russie, la Prusse et l'Autriche.
Il vit ensuite à Zawal, dans un territoire annexé par la Russie.

### Au service de la Grande Armée (1806-1815)
En 1806 , alors que la Grande Armée s'approche de la Vistule au cours de la campagne contre la Prusse et la Russie (guerre de la Quatrième coalition), Dwernicki et un ami, Augustyn Trzecieski, organisent une Société patriotique pour préparer un soulèvement contre le pouvoir russe. Mais la paix de Tilsit rend tout cela inopportun, alors que Napoléon et Alexandre I se réconcilient et qu'est créé le duché de Varsovie. 
En 1809, la France et le duché étant en guerre contre l'Autriche (guerre de la Cinquième coalition), Dwernicki arme à ses frais 80 personnes de ses domaines et rejoint l'armée polonaise de Piotr Strzyżewski le 27 mai 1809 près de Tarnopol. Il commence ainsi sa carrière militaire. 
En récompense de ses mérites au combat, il est assez rapidement promu capitaine de cavalerie et le prince Joseph Poniatowski, commandant en chef de l'armée du duché, lui décerne en 1810 la croix d'or de l'ordre de Virtuti Militari et le nomme chef d'escadron  dans le 15° Régiment de uhlans (formé en 1809 en Podolie). 
Il fait ensuite la campagne puis la retraite de Russie (1812). En janvier 1813, il est promu commandant. En mars il reçoit la croix de Chevalier Polonais et quelques jours plus tard, la croix d'argent de la Légion d'honneur. 
Après une charge de cavalerie qu'il mène à Wirtenberg (13 octobre 1813), l'empereur lui remet personnellement la croix d'or de la Légion d'honneur. Il participe à la bataille de Leipzig (15-16 octobre 1813). Le 4 janvier 1814, il est promu colonel et reçoit le commandement d'un nouveau régiment, Pułk Krakusów, à la tête duquel il combat en Allemagne et en France en 1814.

### Dans le royaume de Pologne (1815-1830)
Après la chute de Napoléon, le congrès de Vienne transforme le duché de Varsovie en un royaume, attribué au tsar de Russie désigné comme « roi de Pologne ». Dwernicki, rallié comme d'autres officiers polonais de la Grande Armée à cette solution d'une Pologne sous tutelle russe, rentre de France à la fin de 1814. 
Le 20 janvier 1815, il est nommé chef du 2e régiment de cavalerie, initialement stationné en Podlasie et dans la région de Lublin, puis à Suwałki, et un moment à Varsovie (1827), passage qui occasionnera quelques frictions avec le grand-duc Constantin, commandant en chef de l'armée polonaise. 
En 1816, il devient membre de la loge maçonnique Casimir le Grand. 
En 1829, à l'occasion du couronnement comme roi de Pologne du tsar Nicolas Ier, des promotions ont lieu dans l'armée et Joseph Dwernicki devient général de brigade. Affecté à l'état-major de la division des fusiliers à cheval, il est placé à la tête la 1re brigade de cette division. Après cette promotion, il travaille aussi sur les règlements de la cavalerie polonaise. 
En 1830, il reçoit la marque d'honneur de 20 années de service.

### L'insurrection de 1830-1831
L'insurrection du royaume de Pologne commence le 29 novembre 1830. Un gouvernement provisoire est installé le 3 décembre. Les négociations avec le tsar échouent, Nicolas exigeant une reddition sans conditions. Le 25 janvier, la diète le destitue du trône de Pologne, proclamant ainsi l'indépendance du royaume, et instaure le Gouvernement national, présidé par le prince Adam Czartoryski. L'offensive russe (général Diebitsch) commence le 4 février.

#### Combats dans le royaume de Pologne;Stoczek(février-mars 1831)
Au début de l'insurrection, Dwernicki est stationné à Sieradz. Il reçoit l'ordre de rentrer à Varsovie, où il est chargé de créer de nouvelles unités. En janvier 1831, Dwernicki a créé 18 escadrons, prêts à entrer au combat.
Fin janvier 1831, le gouvernement décide d'envoyer un corps d'armée en Podolie, en Volhynie et en Ukraine (anciennes provinces polonaises, annexées par la Russie) afin d'y susciter des soulèvements. Dwernicki est nommé commandant de cette unité. 
Lorsque l'armée russe entre en Pologne, le commandant en chef Michel Radziwill ordonne à Dwernicki, qui vient de quitter Varsovie, d'arrêter l'avancée du général Geismar sur la route de Brest à Varsovie. Le 14 février 1831, Geismar est vaincu lors la bataille de Stoczek, la première de cette guerre. Cette victoire de l'armée polonaise renforce le moral des insurgés pour la suite des combats. Dwernicki n'a pas réussi à anéantir l'unité ennemie, mais celle-ci n'a pas pu rejoindre le reste des forces russes pour participer à la bataille de Grochow (25 février).
Dwernicki est alors promu général de division. Après Stoczek, il fait route vers Góra Kalwaria, puis affronte les Russes en plusieurs lieux, comme Kozienice, Puławy, Lublin et Zamość.

#### L'échec de l'expédition en Russie (avril 1831)
Début avril 1831, Dwernicki traverse le Bug et entre en Volhynie. Sa colonne est alors composée d'environ 7 000 hommes. Quelques volontaires se joignent à elle. 
La colonne Dwernicki est poursuivie par les troupes du général Rüdiger, beaucoup plus nombreuses. Le 11 avril 1831, Dwernicki connaît un succès près de Poryck face l'avant-garde russe. 
Il lance alors une proclamation aux habitants de Volhynie, Podolie et Ukraine. Le 15 avril, il combat de nouveau les Russes près de Beresteczko et de Boremel. Mais la population ne répond pas à son appel. 
Il marche ensuite vers la Podolie, mais ne réussit pas mieux. Il se rapproche alors de la frontière autrichienne et passe quelques jours à Radziwiłłów.
Menacés d'encerclement, Dwernicki et son unité traversent la frontière le 27 avril 1831 et sont désarmés et internés par les Autrichiens.

### Dans l'émigration en France
Après un internement jusqu'à la fin de l'insurrection (octobre 1831), Dwernicki part pour Paris, où il va retrouver dans la « Grande Émigration » des centaines de compatriotes ayant aussi choisi l'exil.  
Sur le plan politique, il se situe entre les conservateurs monarchistes du prince Adam Czartoryski et les radicaux de la Société démocratique polonaise. En 1833, il est cofondateur du Comité de l'émigration polonaise (Comité national de l'émigration de Pologne et des Territoires annexés), dit « Comité Dwernicki », qui dans une certaine mesure est une continuation du Comité national polonais de Joachim Lelewel. 
Sa première femme Julianna est décédée en 1831 après avoir pris froid en fuyant le domaine de Zawala à l'arrivée des Russes. Il épouse en 1836, en secondes noces la fille du peintre français Jean Broc, Marie-Louise Adeline de Broc. 
Il a aussi participé à la Société d'entraide des Polonais et a joué un rôle important dans la fondation et les débuts de l'école polonaise de Paris (institution toujours existante), d'abord installée à Châtillon-sous-Bagneux (1842), puis boulevard des Batignolles (1844).

### Retour en Pologne (1848)
En 1848, Dwernicki rentre en Galicie, partie de l'ancienne Pologne annexée par l'Autriche. Son arrivée à Lwow est fêtée par les milieux polonais. 
Il a ensuite vécu dans cette ville, souvent invité par son ami Adam Zamoyski dans sa propriété de Łopatyn où il est mort en 1857. Il a été inhumé dans le cimetière catholique de ce village.

## Iconographie
On ne recense aucun portrait de lui par son gendre, parti avec lui en Pologne.
- Nicolas Eustache Maurin, lithographie reproduite ci-contre, exposée au Salon de 1833 sous le no 2899[9].
- David d'Angers, Portrait du général Dwernicki, médaillon en bronze (1840), Angers, Galerie David d'Angers, don de l'auteur à la ville d'Angers.
- Jean Gigoux, Portrait du  lieutenant général Dwernicki,  huile sur toile, Paris, musée Eugène Delacroix (dépôt du musée du Louvre), don de l'auteur au musée du Louvre.
- Herminie Mutel : Portrait (1845)[10].